# Unique Modèle R17
Pour les articles homonymes, voir Unique.
L'Unique Modèle R17 est un pistolet de défense dérivé de l'Unique Modèle 17. Fabriqué par la MAPF de 1945 à 1951, il tire le 7,65 Browning. Il en diffèrent principalement par l'ajout d'un chien externe.

## Données numériques
- Munition : 7,65 Browning
- Longueur : 14,5 cm
- Canon : 8,1 cm
- Masse à vide :  670 g
- Chargeur : 7 coups